# Semicytherura concentrica
Semicytherura concentrica är en kräftdjursart som först beskrevs av Brady, Crosskey och Robertson 1874.  Semicytherura concentrica ingår i släktet Semicytherura, och familjen Cytheruridae. Arten har ej påträffats i Sverige.